# Vitnackad seglare
Vitnackad seglare (Streptoprocne semicollaris) är en fågel i familjen seglare. Den är tillsammans med asiatiska purpurtaggstjärtseglaren störst av alla seglare. Fågeln är endemisk för västra Mexiko. Den minskar i antal, men dess bestånd anses vara livskraftigt.

## Utseende och läte

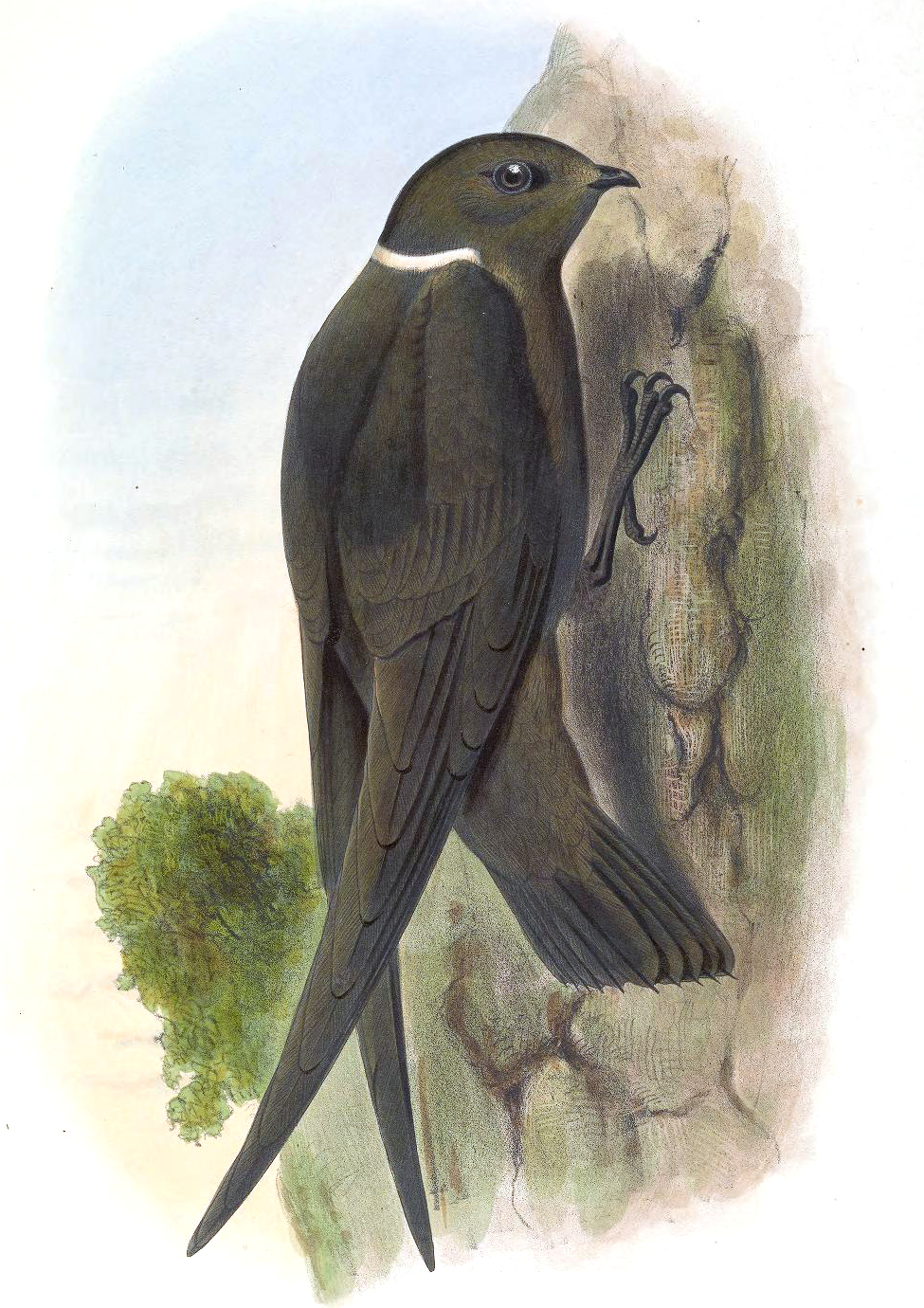
Illustration av vitnackad seglare från 1869.

Vitnackad seglare är en mycket stor (20,5–25 cm) medlem av familjen, cirka 20 % större än den vanligare och mycket mer spridda nära släkting halsbandsseglaren (S. zonaris). Adulta fåglar är brunsvarta, på ryggen blåglänsande, med en vit halvmåne i nacken som gett arten dess namn. Stjärten är rätt tvärt avskuren men framstår som något kluven när den hålls ihop. Halsbandsseglaren är som sagt mindre samt har ett fullständigt vitt halsband och tydligt kluven stjärt. Flykten är kraftfull, snabb och direkt. Den är tystlåten när den uppträder ensam men från grupper hörs ljudliga "cree-cree-cree".

## Utbredning och systematik
Fågeln förekommer i bergsområden i västra Mexiko (från Chihuahua till Nayarit, Hidalgo och Morelos). Den behandlas som monotypisk, det vill säga att den inte delas in i några underarter.

## Levnadssätt
Vitnackad seglare hittas i höglänta vilda landskap intill lodräta klippvägar, djupa flodfåror och höga klippavsatser på mellan 1 500 och 3 000 meters höjd. Mycket sällsynt kan den ses ända ner till havsnivån. Den är en social fågel som häckar i kolonier med upp till 200 individer. Födan består av olika sorters flygande insekter som skalbaggar, bin och flygmyror. Ofta födosöker den i grupp tillsammans med andra fåglar från samma koloni, ett antal kilometer bort.
Boet är vanligen en grund fördjupning i torr sand, vanligen utan saliv eller något annat bomaterial, som placeras på klipphyllor i grottor. Däri lägger den två vita ägg. Övriga detaljer om häckningsbiologin är okända.

## Status och hot
Arten har ett stort utbredningsområde och en stor population, men tros minska i antal, dock inte tillräckligt kraftigt för att den ska betraktas som hotad. Internationella naturvårdsunionen IUCN listar därför arten som livskraftig (LC). Beståndet uppskattas till i storleksordningen 50 000 till en halv miljon vuxna individer.

## Namn
Vitnackade seglarens vetenskapliga artnamn semicollaris betyder "halvkragad".